# Møntguardein
Møntguardein en embedsmand ved møntfabrikationen, hvis hverv det er at kontrollere, at mønterne i henseende til vægt og finhed er i overensstemmelse med lovens bestemmelser.
| Job | Spire Denne artikel om et job eller en stillingsbetegnelse er en spire som bør udbygges. Du er velkommen til at hjælpe Wikipedia ved at udvide den. |